# Eunidia nigroapicalis
Eunidia nigroapicalis là một loài bọ cánh cứng trong họ Cerambycidae.